# Matt Doherty
Matthew James Doherty (Dublino, 16 gennaio 1992) è un calciatore irlandese, difensore del Wolverhampton e della nazionale irlandese.

## Biografia
Nato in Irlanda, sua madre è olandese.

## Caratteristiche tecniche
Di ruolo terzino, è forte in zona offensiva dove si distingue per la sua capacità negli inserimenti in fase realizzativa.

## Carriera

### Club
Cresciuto nella squadra irlandese dei Bohemians, è stato acquistato dal Wolverhampton nell'agosto 2010, con gli wolves che lo notarono in un'amichevole giocata un mese prima proprio contro i Bohemians. Le poche presenze accumulate nella prima parte di stagione hanno spinto il club inglese a cederlo in prestito all'Hibernian fino al termine della stagione, in cui ritrova Pat Fenlon (suo allenatore ai Bohemians), realizzando 2 gol.
Anche per il campionato successivo si è preferito mandarlo in prestito al Bury, ma il 3 gennaio 2013 ha fatto ritorno al Wolverhampton, di cui è diventato un titolare a partire dalla stagione 2013-2014.
Il 30 agosto 2020 viene ceduto al Tottenham.
Il 31 gennaio 2023 rescinde il proprio contratto con gli spurs, e contestualmente sigla un contratto di 6 mesi con l'Atlético Madrid.

### Nazionale
Dopo avere rappresentato le selezioni under-19 e under-21 dell'Irlanda, il 23 marzo 2018 fa il suo esordio in nazionale con la nazionale maggiore in occasione dell'amichevole persa 1-0 in casa della Turchia.

## Statistiche

### Presenze e reti nei club
Statistiche aggiornate al 30 dicembre 2023.
| Stagione             | Squadra              | Campionato           | Campionato | Campionato | Coppe nazionali | Coppe nazionali | Coppe nazionali | Coppe continentali | Coppe continentali | Coppe continentali | Altre coppe | Altre coppe | Altre coppe | Totale | Totale |
| Stagione             | Squadra              | Comp                 | Pres       | Reti       | Comp            | Pres            | Reti            | Comp               | Pres               | Reti               | Comp        | Pres        | Reti        | Pres   | Reti   |
| -------------------- | -------------------- | -------------------- | ---------- | ---------- | --------------- | --------------- | --------------- | ------------------ | ------------------ | ------------------ | ----------- | ----------- | ----------- | ------ | ------ |
| 2010-2011            | Wolverhampton        | PL                   | 0          | 0          | FACup+CdL       | 1+0             | 0               | -                  | -                  | -                  | -           | -           | -           | 1      | 0      |
| 2011-gen. 2012       | Wolverhampton        | PL                   | 1          | 0          | FACup+CdL       | 1+3             | 0               | -                  | -                  | -                  | -           | -           | -           | 5      | 0      |
| gen.-giu. 2012       | Hibernian            | SPL                  | 13         | 2          | SC+CdL          | 4+0             | 0               | -                  | -                  | -                  | -           | -           | -           | 17     | 2      |
| 2012-gen. 2013       | Bury                 | FL1                  | 17         | 1          | FACup+CdL       | 3+0             | 1               | -                  | -                  | -                  | FLT         | 2           | 1           | 22     | 3      |
| gen.-giu. 2013       | Wolverhampton        | FLC                  | 13         | 1          | FACup+CdL       | -               | -               | -                  | -                  | -                  | -           | -           | -           | 13     | 1      |
| 2013-2014            | Wolverhampton        | FL1                  | 18         | 1          | FACup+CdL       | 0+1             | 0               | -                  | -                  | -                  | FLT         | 1           | 0           | 20     | 1      |
| 2014-2015            | Wolverhampton        | FLC                  | 33         | 0          | FACup+CdL       | 2+1             | 0               | -                  | -                  | -                  | -           | -           | -           | 36     | 0      |
| 2015-2016            | Wolverhampton        | FLC                  | 34         | 2          | FACup+CdL       | 1+3             | 0               | -                  | -                  | -                  | -           | -           | -           | 38     | 2      |
| 2016-2017            | Wolverhampton        | FLC                  | 42         | 4          | FACup+CdL       | 3+2             | 1+0             | -                  | -                  | -                  | -           | -           | -           | 47     | 5      |
| 2017-2018            | Wolverhampton        | FLC                  | 45         | 4          | FACup+CdL       | 2+0             | 0               | -                  | -                  | -                  | -           | -           | -           | 47     | 4      |
| 2018-2019            | Wolverhampton        | PL                   | 38         | 4          | FACup+CdL       | 6+1             | 4+0             | -                  | -                  | -                  | -           | -           | -           | 45     | 8      |
| 2019-2020            | Wolverhampton        | PL                   | 36         | 4          | FACup+CdL       | 2+1             | 0               | UEL                | 11                 | 3                  | -           | -           | -           | 50     | 7      |
| 2020-2021            | Tottenham            | PL                   | 17         | 0          | FACup+CdL       | 2+1             | 0               | UEL                | 9                  | 0                  | -           | -           | -           | 29     | 0      |
| 2021-2022            | Tottenham            | PL                   | 15         | 2          | FACup+CdL       | 3+3             | 0               | UECL               | 5                  | 0                  | -           | -           | -           | 26     | 2      |
| 2022-gen. 2023       | Tottenham            | PL                   | 12         | 1          | FACup+CdL       | 1+1             | 0               | UCL                | 2                  | 0                  | -           | -           | -           | 16     | 1      |
| Totale Tottenham     | Totale Tottenham     | Totale Tottenham     | 44         | 3          |                 | 11              | 0               |                    | 16                 | 0                  |             | -           | -           | 71     | 3      |
| gen.-giu. 2023       | Atlético Madrid      | PD                   | 2          | 0          | CR              | -               | -               | UCL                | -                  | -                  | -           | -           | -           | 2      | 0      |
| 2023-2024            | Wolverhampton        | PL                   | 30         | 1          | FACup+CdL       | 5+2             | 0+2             | -                  | -                  | -                  | -           | -           | -           | 37     | 3      |
| Totale Wolverhampton | Totale Wolverhampton | Totale Wolverhampton | 290        | 21         |                 | 37              | 7               |                    | 11                 | 3                  |             | 1           | 0           | 339    | 31     |
| Totale carriera      | Totale carriera      | Totale carriera      | 366        | 27         |                 | 55              | 7               |                    | 27                 | 3                  |             | 3           | 1           | 451    | 39     |

### Cronologia presenze e reti in nazionale
| Cronologia completa delle presenze e delle reti in nazionale ― Irlanda | Cronologia completa delle presenze e delle reti in nazionale ― Irlanda | Cronologia completa delle presenze e delle reti in nazionale ― Irlanda | Cronologia completa delle presenze e delle reti in nazionale ― Irlanda | Cronologia completa delle presenze e delle reti in nazionale ― Irlanda | Cronologia completa delle presenze e delle reti in nazionale ― Irlanda | Cronologia completa delle presenze e delle reti in nazionale ― Irlanda | Cronologia completa delle presenze e delle reti in nazionale ― Irlanda |
| Data                                                                   | Città                                                                  | In casa                                                                | Risultato                                                              | Ospiti                                                                 | Competizione                                                           | Reti                                                                   | Note                                                                   |
| ---------------------------------------------------------------------- | ---------------------------------------------------------------------- | ---------------------------------------------------------------------- | ---------------------------------------------------------------------- | ---------------------------------------------------------------------- | ---------------------------------------------------------------------- | ---------------------------------------------------------------------- | ---------------------------------------------------------------------- |
| 23-3-2018                                                              | Adalia                                                                 | Turchia                                                                | 1 – 0                                                                  | Irlanda                                                                | Amichevole                                                             | -                                                                      | 63’                                                                    |
| 28-5-2018                                                              | Saint-Denis                                                            | Francia                                                                | 2 – 0                                                                  | Irlanda                                                                | Amichevole                                                             | -                                                                      | 82’                                                                    |
| 11-9-2018                                                              | Breslavia                                                              | Polonia                                                                | 1 – 1                                                                  | Irlanda                                                                | Amichevole                                                             | -                                                                      | 55’                                                                    |
| 13-10-2018                                                             | Dublino                                                                | Irlanda                                                                | 0 – 0                                                                  | Danimarca                                                              | UEFA Nations League 2018-2019 - 1º turno                               | -                                                                      |                                                                        |
| 16-10-2018                                                             | Dublino                                                                | Irlanda                                                                | 0 – 1                                                                  | Galles                                                                 | UEFA Nations League 2018-2019 - 1º turno                               | -                                                                      |                                                                        |
| 23-3-2019                                                              | Gibilterra                                                             | Gibilterra                                                             | 0 – 1                                                                  | Irlanda                                                                | Qual. Euro 2020                                                        | -                                                                      | 56’                                                                    |
| 26-3-2019                                                              | Dublino                                                                | Irlanda                                                                | 1 – 0                                                                  | Georgia                                                                | Qual. Euro 2020                                                        | -                                                                      | 82’                                                                    |
| 12-10-2019                                                             | Tbilisi                                                                | Georgia                                                                | 0 – 0                                                                  | Irlanda                                                                | Qual. Euro 2020                                                        | -                                                                      |                                                                        |
| 18-11-2019                                                             | Dublino                                                                | Irlanda                                                                | 1 – 1                                                                  | Danimarca                                                              | Qual. Euro 2020                                                        | 1                                                                      |                                                                        |
| 3-9-2020                                                               | Sofia                                                                  | Bulgaria                                                               | 1 – 1                                                                  | Irlanda                                                                | UEFA Nations League 2020-2021 - 1º turno                               | -                                                                      |                                                                        |
| 6-9-2020                                                               | Dublino                                                                | Irlanda                                                                | 0 – 1                                                                  | Finlandia                                                              | UEFA Nations League 2020-2021 - 1º turno                               | -                                                                      |                                                                        |
| 8-10-2020                                                              | Bratislava                                                             | Slovacchia                                                             | 0 – 0 dts (4 – 2 dtr)                                                  | Irlanda                                                                | Qual. Euro 2020                                                        | -                                                                      |                                                                        |
| 11-10-2020                                                             | Dublino                                                                | Irlanda                                                                | 0 – 0                                                                  | Galles                                                                 | UEFA Nations League 2020-2021 - 1º turno                               | -                                                                      |                                                                        |
| 14-10-2020                                                             | Helsinki                                                               | Finlandia                                                              | 1 – 0                                                                  | Irlanda                                                                | UEFA Nations League 2020-2021 - 1º turno                               | -                                                                      |                                                                        |
| 12-11-2020                                                             | Londra                                                                 | Inghilterra                                                            | 3 – 0                                                                  | Irlanda                                                                | Amichevole                                                             | -                                                                      |                                                                        |
| 15-11-2020                                                             | Cardiff                                                                | Galles                                                                 | 1 – 0                                                                  | Irlanda                                                                | UEFA Nations League 2020-2021 - 1º turno                               | -                                                                      |                                                                        |
| 24-3-2021                                                              | Belgrado                                                               | Serbia                                                                 | 3 – 2                                                                  | Irlanda                                                                | Qual. Mondiali 2022                                                    | -                                                                      |                                                                        |
| 27-3-2021                                                              | Dublino                                                                | Irlanda                                                                | 0 – 1                                                                  | Lussemburgo                                                            | Qual. Mondiali 2022                                                    | -                                                                      | 46’                                                                    |
| 3-6-2021                                                               | Andorra la Vella                                                       | Andorra                                                                | 1 – 4                                                                  | Irlanda                                                                | Amichevole                                                             | -                                                                      |                                                                        |
| 8-6-2021                                                               | Budapest                                                               | Ungheria                                                               | 0 – 0                                                                  | Irlanda                                                                | Amichevole                                                             | -                                                                      |                                                                        |
| 1-9-2021                                                               | Faro                                                                   | Portogallo                                                             | 2 – 1                                                                  | Irlanda                                                                | Qual. Mondiali 2022                                                    | -                                                                      | 56’                                                                    |
| 4-9-2021                                                               | Dublino                                                                | Irlanda                                                                | 1 – 1                                                                  | Azerbaigian                                                            | Qual. Mondiali 2022                                                    | -                                                                      | 80’                                                                    |
| 7-9-2021                                                               | Dublino                                                                | Irlanda                                                                | 1 – 1                                                                  | Serbia                                                                 | Qual. Mondiali 2022                                                    | -                                                                      |                                                                        |
| 9-10-2021                                                              | Baku                                                                   | Azerbaigian                                                            | 0 – 3                                                                  | Irlanda                                                                | Qual. Mondiali 2022                                                    | -                                                                      |                                                                        |
| 12-10-2021                                                             | Dublino                                                                | Irlanda                                                                | 4 – 0                                                                  | Qatar                                                                  | Amichevole                                                             | -                                                                      | 46’                                                                    |
| 11-11-2021                                                             | Dublino                                                                | Irlanda                                                                | 0 – 0                                                                  | Portogallo                                                             | Qual. Mondiali 2022                                                    | -                                                                      | 90+3’                                                                  |
| 14-11-2021                                                             | Lussemburgo                                                            | Lussemburgo                                                            | 0 – 3                                                                  | Irlanda                                                                | Qual. Mondiali 2022                                                    | -                                                                      | 90’                                                                    |
| 26-3-2022                                                              | Dublino                                                                | Irlanda                                                                | 2 – 2                                                                  | Belgio                                                                 | Amichevole                                                             | -                                                                      |                                                                        |
| 29-3-2022                                                              | Dublino                                                                | Irlanda                                                                | 1 – 0                                                                  | Lituania                                                               | Amichevole                                                             | -                                                                      |                                                                        |
| 24-9-2022                                                              | Glasgow                                                                | Scozia                                                                 | 2 – 1                                                                  | Irlanda                                                                | UEFA Nations League 2022-2023 - 1º turno                               | -                                                                      | 76’                                                                    |
| 27-9-2022                                                              | Dublino                                                                | Irlanda                                                                | 3 – 2                                                                  | Armenia                                                                | UEFA Nations League 2022-2023 - 1º turno                               | -                                                                      |                                                                        |
| 17-11-2022                                                             | Dublino                                                                | Irlanda                                                                | 1 – 2                                                                  | Norvegia                                                               | Amichevole                                                             | -                                                                      |                                                                        |
| 20-11-2022                                                             | Ta' Qali                                                               | Malta                                                                  | 0 – 1                                                                  | Irlanda                                                                | Amichevole                                                             | -                                                                      |                                                                        |
| 22-3-2023                                                              | Dublino                                                                | Irlanda                                                                | 3 – 2                                                                  | Lettonia                                                               | Amichevole                                                             | -                                                                      | cap. 63’                                                               |
| 27-3-2023                                                              | Dublino                                                                | Irlanda                                                                | 0 – 1                                                                  | Francia                                                                | Qual. Euro 2024                                                        | -                                                                      | 65’ 77’                                                                |
| 16-6-2023                                                              | Atene                                                                  | Grecia                                                                 | 2 – 1                                                                  | Irlanda                                                                | Qual. Euro 2024                                                        | -                                                                      | 90+5’                                                                  |
| 10-9-2023                                                              | Dublino                                                                | Irlanda                                                                | 1 – 2                                                                  | Paesi Bassi                                                            | Qual. Euro 2024                                                        | -                                                                      | 87’                                                                    |
| 13-10-2023                                                             | Dublino                                                                | Irlanda                                                                | 0 – 2                                                                  | Grecia                                                                 | Qual. Euro 2024                                                        | -                                                                      |                                                                        |
| 16-10-2023                                                             | Faro                                                                   | Gibilterra                                                             | 0 – 4                                                                  | Irlanda                                                                | Qual. Euro 2024                                                        | 1                                                                      | 72’                                                                    |
| 18-11-2023                                                             | Amsterdam                                                              | Paesi Bassi                                                            | 1 – 0                                                                  | Irlanda                                                                | Qual. Euro 2024                                                        | -                                                                      | cap. 77’                                                               |
| 21-11-2023                                                             | Dublino                                                                | Irlanda                                                                | 1 – 1                                                                  | Nuova Zelanda                                                          | Amichevole                                                             | -                                                                      | 73’                                                                    |
| 23-3-2024                                                              | Dublino                                                                | Irlanda                                                                | 0 – 0                                                                  | Belgio                                                                 | Amichevole                                                             | -                                                                      | 81’                                                                    |
| 26-3-2024                                                              | Dublino                                                                | Irlanda                                                                | 0 – 1                                                                  | Svizzera                                                               | Amichevole                                                             | -                                                                      | 57’                                                                    |
| 4-6-2024                                                               | Dublino                                                                | Irlanda                                                                | 2 – 1                                                                  | Ungheria                                                               | Amichevole                                                             | -                                                                      | 46’                                                                    |
| 11-6-2024                                                              | Aveiro                                                                 | Portogallo                                                             | 3 – 0                                                                  | Irlanda                                                                | Amichevole                                                             | -                                                                      | 70’                                                                    |
| 7-9-2024                                                               | Dublino                                                                | Irlanda                                                                | 0 – 2                                                                  | Inghilterra                                                            | UEFA Nations League 2024-2025 - 1º turno                               | -                                                                      | 58’                                                                    |
| 10-9-2024                                                              | Dublino                                                                | Irlanda                                                                | 0 – 2                                                                  | Grecia                                                                 | UEFA Nations League 2024-2025 - 1º turno                               | -                                                                      | 74’                                                                    |
| 14-11-2024                                                             | Dublino                                                                | Irlanda                                                                | 1 – 0                                                                  | Finlandia                                                              | UEFA Nations League 2024-2025 - 1º turno                               | -                                                                      | 76’                                                                    |
| 20-3-2025                                                              | Plovdiv                                                                | Bulgaria                                                               | 1 – 2                                                                  | Irlanda                                                                | UEFA Nations League 2024-2025 - Play-off                               | 1                                                                      |                                                                        |
| 23-3-2025                                                              | Dublino                                                                | Irlanda                                                                | 2 – 1                                                                  | Bulgaria                                                               | UEFA Nations League 2024-2025 - Play-off                               | -                                                                      |                                                                        |
| 6-6-2025                                                               | Dublino                                                                | Irlanda                                                                | 1 – 1                                                                  | Senegal                                                                | Amichevole                                                             | -                                                                      | 66’                                                                    |
| 10-6-2025                                                              | Lussemburgo                                                            | Lussemburgo                                                            | 0 – 0                                                                  | Irlanda                                                                | Amichevole                                                             | -                                                                      | 76’                                                                    |
| Totale                                                                 |                                                                        | Presenze                                                               | 52                                                                     |                                                                        | Reti                                                                   | 3                                                                      |                                                                        |

| Cronologia completa delle presenze e delle reti in nazionale ― Irlanda under 21 | Cronologia completa delle presenze e delle reti in nazionale ― Irlanda under 21 | Cronologia completa delle presenze e delle reti in nazionale ― Irlanda under 21 | Cronologia completa delle presenze e delle reti in nazionale ― Irlanda under 21 | Cronologia completa delle presenze e delle reti in nazionale ― Irlanda under 21 | Cronologia completa delle presenze e delle reti in nazionale ― Irlanda under 21 | Cronologia completa delle presenze e delle reti in nazionale ― Irlanda under 21 | Cronologia completa delle presenze e delle reti in nazionale ― Irlanda under 21 |
| Data                                                                            | Città                                                                           | In casa                                                                         | Risultato                                                                       | Ospiti                                                                          | Competizione                                                                    | Reti                                                                            | Note                                                                            |
| ------------------------------------------------------------------------------- | ------------------------------------------------------------------------------- | ------------------------------------------------------------------------------- | ------------------------------------------------------------------------------- | ------------------------------------------------------------------------------- | ------------------------------------------------------------------------------- | ------------------------------------------------------------------------------- | ------------------------------------------------------------------------------- |
| 10-9-2012                                                                       | Casarano                                                                        | Italia under 21                                                                 | 2 – 4                                                                           | Irlanda under 21                                                                | Qual. Europeo Under-21 2013                                                     | -                                                                               |                                                                                 |
| 6-2-2013                                                                        | Dublino                                                                         | Irlanda under 21                                                                | 3 – 0                                                                           | Paesi Bassi under 21                                                            | Amichevole                                                                      | -                                                                               | 46’                                                                             |
| 25-3-2013                                                                       | Dundalk                                                                         | Irlanda under 21                                                                | 1 – 2                                                                           | Portogallo under 21                                                             | Amichevole                                                                      | 1                                                                               | 72’                                                                             |
| 31-5-2013                                                                       | Fredericia                                                                      | Danimarca under 21                                                              | 0 – 0                                                                           | Irlanda under 21                                                                | Amichevole                                                                      | -                                                                               |                                                                                 |
| 14-6-2013                                                                       | Toftir                                                                          | Fær Øer under 21                                                                | 1 – 4                                                                           | Irlanda under 21                                                                | Qual. Europeo Under-21 2015                                                     | 2                                                                               |                                                                                 |
| 9-9-2013                                                                        | Sligo                                                                           | Irlanda under 21                                                                | 0 – 4                                                                           | Germania under 21                                                               | Qual. Europeo Under-21 2015                                                     | -                                                                               |                                                                                 |
| 11-10-2013                                                                      | Piatra Neamt                                                                    | Romania under 21                                                                | 0 – 0                                                                           | Irlanda under 21                                                                | Qual. Europeo Under-21 2015                                                     | -                                                                               | 63’                                                                             |
| 5-3-2014                                                                        | Dublino                                                                         | Irlanda under 21                                                                | 1 – 2                                                                           | Montenegro under 21                                                             | Qual. Europeo Under-21 2015                                                     | 1                                                                               |                                                                                 |
| Totale                                                                          |                                                                                 | Presenze                                                                        | 8                                                                               |                                                                                 | Reti                                                                            | 4                                                                               |                                                                                 |

## Palmarès

### Club

#### Competizioni nazionali
- Football League One: 1

Wolverhampton: 2013-2014
- Campionato inglese di seconda divisione: 1

Wolverhampton: 2017-2018